# Staind
Staind este o formație rock americană. Stilul lor este caracterizat în rock alternativ, post-grunge, metal alternativ, hard rock și nu metal. Membrii formației sunt:
- Aaron Lewis
- Mike Mushok
- Johnny April
- Joseph Giancarelli

## Discografie

### Albume de studio
- Tormented (1996)
- Dysfunction (1999)
- Break the Cycle (2001)
- 14 Shades of Grey (2003)
- Chapter V (2005)
- The Illusion of Progress (2008)
- Staind (2011)